# Volejbal Brno
Maillots
Le Volejbal Brno est un club tchèque de volley-ball, basé à Brno et évoluant au plus haut niveau national (Extraliga).

## Palmarès
- National
  - Championnat de Tchécoslovaquie (8)
    - Vainqueur : 1946, 1965, 1967, 1969, 1970, 1971, 1974, 1990

- Européen
  - Ligue des champions (2)
    - Vainqueur : 1968, 1972
    - Finaliste : 1970, 1971

## Entraîneur
- 2017-2018 :  Martin Gerža
- Aleš Broulík